# CTS (motorfietstechniek)
CTS heeft twee betekenissen, die beide betrekking hebben op de techniek van motorfietsen:
- Cagiva Torque System:

een powervalve voor de Cagiva-crossmotoren, vanaf de WMX 125 uit 1986, later ook toegepast op onder andere de Cagiva Freccia en de Cagiva Mito 125 SP Racing uit 1992. Vanaf De Cagiva Freccia 125 anniversary, werd de powervalve elektronisch uitgevoerd, voorheen werd dit met een centrifugaal koppeling aangedreven. De elektronische valve motor kwam van de 500cc GP racers en werd daar toegepast in verband met de meerdere cilinders en daardoor het gebrek aan ruimte voor de traditionele aandrijving. Tevens kon de elektronische valve direct openen, terwijl een mechanische gestaagt opent.
- Continious Traction System:

een elektronisch systeem van de firma Tellert, dat tijdens het opschakelen de ontsteking een fractie van een seconde onderbreekt, zodat volgas kan worden geschakeld. Dit is met name interessant bij wedstrijdmotoren.